# Todd Rundgren's Utopia
Albums de Utopia
Another Live
(1975)
Todd Rundgren's Utopia est le premier album du groupe Utopia, sorti en 1974.

## Titres

### Face 1
1. Utopia Theme (Mason, Rundgren) – 14:18
2. Freak Parade (Klingman, Rundgren, Siegler) – 10:14
3. Freedom Fighters (Rundgren) – 4:01

### Face 2
1. The Ikon (Klingman, Rundgren, Schuckett, Siegler) – 30:22

## Musiciens
- Todd Rundgren : guitare
- Moogy Klingman : claviers
- Ralph Schuckett : claviers
- M. Frog Labat : synthétiseurs
- John Siegler : basse, violoncelle
- Kevin Ellman : batterie, percussions